# Referéndum de Países Bajos de 2018
El 21 de marzo de 2018 se celebró un referéndum consultivo sobre la Ley de Servicios de Inteligencia y Seguridad de 2017 en los Países Bajos, junto con las elecciones municipales. Será el segundo referéndum que se celebrará en virtud de la Ley de Referéndum Consultivo de los Países Bajos después del referéndum del Acuerdo de Asociación Ucrania-Unión Europea de 2016.

## Antecedentes
El proyecto de ley de agencias de inteligencia y seguridad 2017 fue presentado ante el parlamento por el gobierno holandés a finales de 2016. El 14 de febrero de 2017, una mayoría en la Cámara de Representantes votó a favor de la ley, que luego fue aprobada en el Senado el 11 de julio.  Aunque se celebrará un referéndum, el gobierno ha indicado que prevé que la ley entre en vigor el 1 de mayo de 2018.

## Petición
| Escenario               | Necesario | Recibido | Válido  |
| ----------------------- | --------- | -------- | ------- |
| Peticiones preliminares | 10,000    | 19,266   | 17,162  |
| Peticiones definitivas  | 300,000   | 417,354  | 384,126 |

Una campaña para obtener suficientes declaraciones de apoyo para un referéndum fue iniciada por un grupo de estudiantes de la Universidad de Ámsterdam preocupados por los amplios poderes de vigilancia otorgados al Servicio de Inteligencia y Seguridad General (AIVD) según la ley. El 1 de noviembre de 2017, el Consejo Electoral (Kiesraad) anunció que se había reunido un número suficiente de firmas para activar un referéndum consultivo sobre la ley, con 384.126 firmas válidas, muy por encima de las 300.000 requeridas para un referéndum.

## Encuestas

### Voto en referéndum
| Empresa       | Fecha       | A favor | En contra  | No sabe | Ventaja |    |    |   |    |
| ------------- | ----------- | ------- | ---------- | ------- | ------- | -- | -- | - | -- |
| Empresa       | Fecha       | Peil.nl | 3 Dec 2017 | No sabe | Ventaja | 40 | 60 | – | 20 |
| Yo&O Búsqueda | 30 Oct 2017 | 52      | 32         | 17      | 20      |    |    |   |    |
| Yo&O Búsqueda | 9 Oct 2017  | 50      | 30         | 20      | 20      |    |    |   |    |
| Yo&O Búsqueda | 11 Sep 2017 | 60      | 24         | 17      | 36      |    |    |   |    |

### Soporte para la ley
| Empresa | Fecha       | A favor | En contra   | No sabe | Ventaja |    |    |    |    |
| ------- | ----------- | ------- | ----------- | ------- | ------- | -- | -- | -- | -- |
| Empresa | Fecha       | GfK     | 31 Oct 2017 | No sabe | Ventaja | 34 | 53 | 13 | 19 |
| GfK     | 23 Oct 2017 | 40      | 49          | 11      | 9       |    |    |    |    |

## Resultados
| Opción           | Votes      | %     |
| ---------------- | ---------- | ----- |
| A favor          | 3 122 628  | 46.53 |
| En contra        | 3 317 496  | 49.44 |
| Votos en blanco  | 270 288    | 4.03  |
| Votos inválidos  | 23 813     | –     |
| Total            | 6 734 225  | 100   |
| Participación    | 13 064 932 | 51.54 |
| Fuente: Kiesraad |            |       |